# His Ballad II
《His Ballad II》는 대한민국의 싱어송라이터 이승환의 두 번째 베스트앨범이다. 전작인 His Ballad와 마찬가지로 데이비드 캠벨이 편곡을 맡은 곡을 제외한 수록곡 전부를 새롭게 편곡했다. His Ballad에 수록되지 않았던 ‘내게’, ‘세상에 뿌려진 사랑만큼’이 수록되어 환영을 받았다.
발매 뒤 두 달동안 집계된 판매량은 7만7천장이다. 《끝장》 DVD에도 부록으로 들어있다.

## 곡 목록
1. "꽃" – 5:00
2. "기다린 날도 지워질 날도" – 5:06
3. "아무 말도" – 5:09
4. "세상에 뿌려진 사랑만큼" – 3:56
5. "세 가지 소원" – 3:39
6. "Christmas Wishes" – 4:18
7. "잘못" – 4:57
8. "환생연" – 3:41
9. "그대가, 그대를..." – 6:01
10. "가을 흔적" – 5:03
11. "사랑하나요" – 4:59
12. "승리" – 4:45
13. "내게" – 5:05
14. "당부" – 3:46
15. "그대는 모릅니다" – 5:30
16. "지금쯤 너에게" – 4:29

1, 3, 8, 12번 트랙은 신곡이다.

## 뮤직비디오
- 꽃

드림팩토리 소속 연기자인 박신혜가 이 뮤직비디오로 데뷔했다. 이 뮤직비디오는 우연히도 당시 미국의 이라크 침공과 맞물려 반전(反戰) 분위기를 풍기기도 했다.
- 환생연

드림 팩토리 소속 첫 연기자였던 김정화가 주연을 맡았다. 김정화의 경우 초반부와 후반부에 모습을 드러냈으며, 그 외 나머지 장면들은 전부 이승환의 콘서트 실황이 담긴 장면들로 편집해서 제작하였다.

## 스태프
- Mastered by Yasuji "Yasman" Maeda
- Mastered at Bernie Grundman in Japan
- Recorded & mixed at DreamFactory
- Producer 이승환
- Photography 김대형
- Designed 노은경
- Make Up 이진아
- Hair 김영순
- Promotion 김혁경, 박현우, 강정구, 이은영
- Marketing 이홍철, 서상명, 박유선
- Admin 임종덕, 김현진
- Set Design 이승은, 이현민
- Web 남현우, 김현희, 장영
- Eggrobo 김윤정, 정순실
- Studio 고현정, 김한구, 장지복
- School 마영철, 김형택, 신두철, 김서룡
- Executive Producer 이승환

## 같이 보기
- His Ballad
- 이승환 디스코그래피
- 이승환 콘서트